# Mistrovství Československa jednotlivců na klasické ploché dráze 1969
Mistrovství Československa jednotlivců na klasické ploché dráze 1969 se skládalo ze 6 závodů.

## Závody
Z1 = Slaný - 26. 4. 1969
Z2 = Pardubice - 27. 4. 1969
Z3 = Olomouc - 24. 5. 1969
Z4 = Vracov - 25. 5. 1969
Z5 = Liberec - 14. 6. 1969
Z6 = Polepy - 15. 6. 1969

## Celkové výsledky
| Pořadí | Jméno             | Klub              | Body | Body celkem |
| ------ | ----------------- | ----------------- | ---- | ----------- |
| 1.     | Jan Holub         | Slaný             |      | 54          |
| 2.     | František Ledecký | Rudá hvězda Praha |      | 50          |
| 3.     | Karel Průša       | Ústí nad Labem    |      | 37          |
| 4.     | Jiří Štancl       | Rudá hvězda Praha |      | 36          |
| 5.     | Jaroslav Volf II  | Ústí nad Labem    |      | 32,5        |
| 6.     | Miloslav Verner   | Praha             |      | 32          |
| 7.     | Antonín Kasper    | Praha             |      | 29          |
| 8.     | Zdeněk Majstr     | Slaný             |      | 21          |
| 9.     | Václav Verner     |                   |      | 17          |
| 10.    | Jaroslav Machač   | Rudá hvězda Praha |      | 9           |
| 11.    | Miroslav Rosůlek  | Slaný             |      | 8           |
| 12.    | Milan Špinka      | Pardubice         |      | 6           |
| 13.    | Bedřich Mareš     | Pardubice         |      | 4           |
| 14.    | Jiří Moravec      | Ústí nad Labem    |      | 1,5         |
| 15.    | Pavel Busta       | Rudá hvězda Praha |      | 1           |
| 16.    | Antonín Šváb      | Rudá hvězda Praha |      | ns          |

Body
1. místo – 15 bodů
2. místo – 12 bodů
3. místo – 10 bodů
4. místo – 8 bodů
5. místo – 6 bodů
6. místo – 5 bodů
7. místo – 4 body
8. místo – 3 body
9. místo – 2 body
10. místo – 1 bod
Započítávaly se 4 nejlepší výsledky.